# Привалов, Александр Николаевич
Алекса́ндр Никола́евич Прива́лов (род. 31 мая 1950, Москва) — российский журналист и педагог, телеведущий, публицист. Кандидат экономических наук, научный редактор и генеральный директор журнала «Эксперт».

## Биография
В 1971 году окончил Московский государственный университет, механико-математический факультет.
В советское время являлся сотрудником НИИ при Госплане СССР, избрав тематику проблем прогнозирования. Занимался преподавательской деятельностью на Высших экономических курсах Госплана СССР. Завершил деятельность в НИИ уже в должности заведующего сектором моделирования управленческих процессов.
С 1993 по 1995 год — редактор отдела проблем собственности и приватизации еженедельника «Коммерсантъ-Weekly», выпускавшегося издательским домом «Коммерсантъ».
В 1995 году вместе со значительной частью коллектива, выпускавшей «Коммерсантъ-Weekly», покинул издательский дом «Коммерсантъ» и принял участие в создании журнала «Эксперт», став его соучредителем.
С февраля 1998 по декабрь 2000 года — первый заместитель главного редактора газеты «Известия». Позже вернулся в «Эксперт».
С июня 2002 года — декан Высшей школы журналистики НИУ ВШЭ.
В 2004—2006 годах — генеральный директор ЗАО «Журнал „Эксперт“».
В 2001—2003 годах был одним из ведущих программы «Однако» на «Первом канале».
С 2003 по 2007 год вёл еженедельный часовой эфир на радио «Маяк». С 2007 по 2013 год был ведущим информационно-аналитической программы «Угол зрения» на телеканале «Эксперт-ТВ». С февраля 2009 по декабрь 2016 года работал обозревателем на телеканале «Россия-24», автором и ведущим колонки «Реплика».

## Общественная деятельность
Придерживается право-консервативных убеждений. В январе 2003 года совместно с Михаилом Леонтьевым, Максимом Соколовым и Валерием Фадеевым подписал Меморандум Серафимовского клуба «От политики страха к политике роста».
Александр Привалов является последовательным критиком реформ, проводимых в российском образовании с середины 1990-х годов. Этой теме были посвящены многочисленные его статьи и публичные выступления. Широкую известность получили интервью «Образование погибло» Архивная копия от 24 сентября 2016 на Wayback Machine (октябрь 2013 года), «Школа умерла — никто не заметил» Архивная копия от 24 сентября 2016 на Wayback Machine (июнь 2015), выступление на Съезде Общества русской словесности Архивная копия от 24 сентября 2016 на Wayback Machine (май 2016) и другие.

## Работы
Александр Привалов — автор более 1000 научных трудов и статей. Некоторые произведения:
- Любитель Отечества. — ISBN 5-367-00182-3 ISBN 978-5-367-00182-2
- Скелет наступающего. Источник и две составные части бюрократического капитализма в России. — Издательство: Питер, 2008. — ISBN 978-5-91180-749-8
- 7 нот менеджмента. Настольная книга руководителя (Андрей Бочкарев, Вячеслав Кондратьев, Вера Краснова, Анастасия Матвеева, Александр Привалов)  ISBN 978-5-699-22708-2
- Андрей Колесников, Александр Привалов. Новая русская идеология. Хроника политических мифов. 1999—2000. — М.: Издательство ГУ ВШЭ, 2001. — 364 с. — ISBN 5-7598-0098-1